# Ptochophyle inornata
Ptochophyle inornata är en fjärilsart som beskrevs av W. Warren 1896. Ptochophyle inornata ingår i släktet Ptochophyle och familjen mätare. Inga underarter finns listade.